# 兄貴の恋人
『兄貴の恋人』（あにきのこいびと）は、1968年9月7日に公開された日本映画、またそれを原作とするテレビドラマ。

## 映画
東宝の製作かつ同社の配給で公開。カラー、シネマスコープ。84分。
製作・配給元の東宝から、本作を収録したVHSビデオソフトとDVDビデオが発売された。DVDは2010年5月28日に発売。

### キャスト
- 北川鉄平：加山雄三
- 北川節子：内藤洋子
- 野村和子：酒井和歌子
- 北川銀作：宮口精二
- 北川加代：沢村貞子
- 野村弘吉：江原達怡
- 野村千枝：東郷晴子
- 小畑久美：岡田可愛
- 中井緑：中山麻理
- 矢代健一：清水綋治
- 水谷敏夫：東山敬司
- 西田京子：豊浦美子
- 大森史郎：小鹿敦
- 岩本佐知子：小林夕岐子
- 坂口文太：人見明
- 玲子：白川由美
- 藍子：ロミ・山田
- 早苗：悠木千帆（後の樹木希林）
- 春子：風見章子
- 山岸専務：清水元
- 中井：北龍二

### スタッフ
- 製作：藤本真澄、大森幹彦
- 脚本：井手俊郎
- 音楽：佐藤勝
- 撮影：斎藤孝雄
- 美術：村木忍
- 録音：吉岡昇
- 照明：小島正七
- 編集：岩下広一
- チーフ助監督：石田勝心
- 製作担当者：森本朴
- スチール：中尾孝
- 整音：下永尚
- 合成：三瓶一信
- 音響制作：東宝サウンドスタジオ
- 現像：東洋現像所
- 監督：森谷司郎
- 映像制作・スタジオ：東宝撮影所
- 製作・配給：東宝

### 同時上映
- 北穂高絶唱

## テレビドラマ
1970年10月1日から同年12月24日までフジテレビの『日立カラー劇場』枠で放送。フジテレビと東宝の共同製作。全13話。放送時間は毎週木曜 21:30 - 22:30 （日本標準時）。
このテレビドラマ版では、映画版の脚本を担当した井手俊郎が「原作」名義でクレジットされており、映画版の監督である森谷司郎も一部の回で監督を務めた。ただし主演俳優は、加山雄三と同じ東宝俳優である夏木陽介に変更された。夏木は、次番組『兄貴の花嫁』でも主演俳優に起用されている。

### キャスト
- 夏木陽介
- 森和代
- 宮口精二
- 沢村貞子
- 松尾嘉代
- 徳永れい子
- 原田大二郎
- 結城美栄子
- 町田浩子
- 古川美範
- 乙葉桂二
- 白川由美
- 川上まり
- 貫恒美
- 北龍二
- 高林由紀子
- 高橋長英
- 村井国夫
- 露原千草
- 下川辰平

### スタッフ
- 原作：井手俊郎
- 脚本：鎌田敏夫
- 監督：森谷司郎、大森健次郎、手銭弘喜
- 助監督：佐藤重直
- 音楽：渋谷毅
- 録音：太平スタジオ、西島正雄
- 美術：伊東正靖
- 撮影技術：福沢康道、宇野晋作
- 照明：山口虎男、松田清孝
- 編集：大高勲
- 現像：東京現像所
- プロデューサー：錦織正信、丹羽茂久
- プロデューサー補：新野悟
- 制作担当者：原雄次郎
- 制作：フジテレビ、東宝

| フジテレビ系列 木曜21:30枠 【日立カラー劇場】  | フジテレビ系列 木曜21:30枠 【日立カラー劇場】 | フジテレビ系列 木曜21:30枠 【日立カラー劇場】 |
| 前番組                                         | 番組名                                        | 次番組                                        |
| ---------------------------------------------- | --------------------------------------------- | --------------------------------------------- |
| 恋人はLサイズ （1970年5月7日 - 1970年9月24日） | 兄貴の恋人 （1970年10月1日 - 1970年12月24日） | 兄貴の花嫁 （1971年1月7日 - 1971年3月25日）   |